# Manolo Safont
Manuel Safont Castelló (Onda, provincia de Castellón, 1928-2005), más conocido como Manolo Safont, fue un pintor y ceramista del siglo XX. Su vida y trayectoria profesional están influenciadas por su constante búsqueda en el color, el relieve y la textura, que lo hacen uno de los magos de la ilusión plástica de la cerámica. En su honor se rebautizó el antiguo museo de cerámica de Onda como Museo del Azulejo "Manolo Safont".

## Biografía
De joven vocación alfarera y artesana, Safónt abrió su primer taller en 1952, en su Onda natal. En principio, realiza estampas decorativas, santos y bailarinas, pájaros y paisajes, con técnicas y texturas de fondo que hacen confundir la pieza cerámica con la pintura.
En 1958, diversos encargos le llevan a una serie de investigaciones en materiales, formas y recursos cerámicos. Fruto de ello fueron los tres premios conseguidos en Valencia, uno de ellos por una imagen de San José, cuya silueta fue obtenida raspando el relieve del color de superficie, previamente desarrollado por superposición de colores y reactivos.
En 1961 presenta su primera exposición en la castellonense "Sala Estilo".
Entre 1958 y 1960, el crecimiento de la industria cerámica en la zona le permitió realizar elementos de decoración para interiores y bodegones con un estilo que recuerda a Matisse o Braque. En aquella época, su carácter e ideología opuestos al régimen de Franco le llevaron a la abstracción, aún sin perder completamente la forma. Paralelamente, los colores empezaron a tomar importancia en sus obras.
En 1962 expone en Madrid invitado por la Dirección General de Bellas Artes. A partir de ese momento, sus obran utilizaron la abstracción como liberación, alternándose con etapas de pintura figurativa social que rozan el expresionismo. A esta época pertenecen una serie de trabajos sobre el contexto de los trabajadores de las fábricas de azulejos): obreros en prensas hidráulicas, un mural con una gran mano blanca cortada con fondos negros, verdes de cobre y rojos carmín, colores muy habituales en su obra. También pertenece a dicha época un mural con el rostro de Ernesto Che Guevara. A finales de la década de 1990 Safónt comenzó a realizar una serie de murales de gran tamaño, encargados por la Universidad Jaume I.
Manolo Safont está considerado como uno de los precursores de la "Escola de Cerámica" de Onda. Su trabajo en diferentes frentes en favor de su ciudad fue finalmente reconocido en 1998, coincidiendo con su 70 cumpleaños, ocasión en la que se le rindió homenaje y se puso su nombre a una avenida. El antiguo Museo de la Cerámica de Onda también fue renombrado como Museo del azulejo "Manolo Safont".
Su casa, el minarete situado en su jardín y el horno de construcción árabe ubicado en las cercanías de su vivienda, que Safont defendió a lo largo de su vida, formarán parte del futuro jardín-museo dedicado al artista y a Ana, su compañera.